# Philippe Chrétien Popp
Philippe Chrétien Popp (Utrecht, 20 februari 1805 - Brugge, 3 maart 1879) was de oprichter van de liberale Belgische krant Journal de Bruges. Hij is vooral bekend als uitgever van kadasterplannen van Belgische steden en gemeenten.
Hij was gehuwd met Caroline Clémence Boussart.

## Biografie
Na de dood op 2 mei 1817 van zijn vader Philippe, notaris en procureur in Utrecht, vestigde zijn moeder Jeanne Henriette Vander Plant zich met haar vier zonen en een dochter in België. Hij voltooide er zijn middelbare studies en werd in Bergen privésecretaris van de gouverneur van Henegouwen. Daar leerde hij zijn uit Binche afkomstige echtgenote kennen. Toen hij in 1827 benoemd werd tot controleur bij het kadaster te Brugge verhuisde het koppel naar deze stad. Bij de onafhankelijkheidsverklaring van België in 1830 opteerde hij voor de Belgische nationaliteit.

## Krantenuitgever, cartograaf en lithografisch drukker
Popp verkeerde te Brugge in Franstalige liberale milieus. Toen in 1837 de verschijning van de katholieke krant Le Nouvelliste de Bruges aangekondigd werd, nam hij meteen het initiatief om een liberale tegenhanger te stichten, de Journal de Bruges. Op die wijze kwam hij ook in het drukkersvak terecht. Alhoewel hij tot het einde van zijn leven officieel fungeerde als eigenaar van de Journal de Bruges, was het in werkelijkheid zijn echtgenote die de krant leidde.
In dezelfde periode vatte de overheid het plan op om de plannen van het kadaster te laten drukken en aan openbare besturen (meer bepaald gemeentebesturen) en geïnteresseerde particulieren aan te bieden. Zij wilde deze taak echter niet zelf op zich nemen, maar stimuleerde particulieren om dit voor eigen rekening en op eigen risico te doen. De cartograaf Philippe Vandermaelen kreeg hiervoor in 1836 een toelating van de Minister van Financiën. Popp kreeg een gelijkaardige toelating rond 1842. Tijdens de volgende decennia zou hij de kadastrale plannen en de bijhorende leggers (lijsten van eigenaars) publiceren van meer dan 1700 gemeenten uit de provincies Antwerpen, Brabant, Oost- en West-Vlaanderen, Henegouwen en Luik.
Op 9 december 1858 richtte hij met de Blankenbergse financier Bauduin Valckenaere een vennootschap op voor de uitgave van de plannen van gemeenten buiten de provincie West-Vlaanderen. Valckenaere zou hiervoor een passende ruimte in Brugge ter beschikking stellen.
Een van de bekendste plannen is dat van Brugge. In 1850 had Jean-Baptiste Masz, inspecteur bij het kadaster te Brugge, reeds de bedoeling om het plan uit te geven, maar de investering bleek te zwaar. Enkele jaren nadien nam Popp het project over. Een eerste editie verscheen in 1854, een tweede, licht aangepaste in 1865. Het Brugse plan is onder meer van belang door de 39 gravures van Brugse stadszichten die in de rand afgedrukt werden.

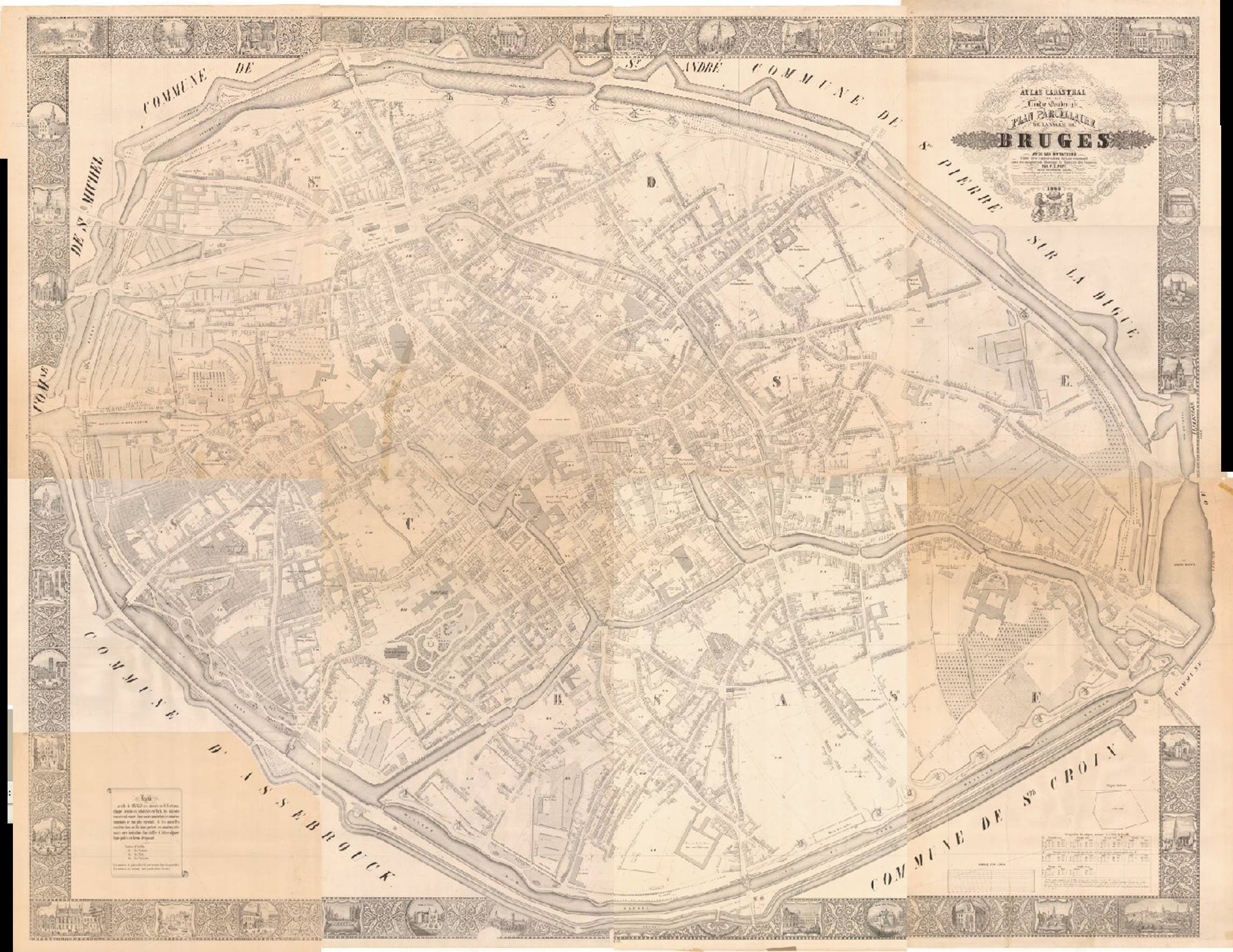
Popp-plan van Brugge uit 1865

Behalve de krant en de kadasterplannen verzorgde de drukkerij Popp ook ander drukwerk. Een groot deel van het liberale verkiezingsdrukwerk uit de tweede helft van de 19de eeuw werd er gedrukt. Popp was gedurende een periode officieel drukker van de stad.
Na het overlijden van Philippe Chrétien Popp werd het bedrijf verder gezet door zijn echtgenote en de dochters Nelly en Antoinette. In 1909 werden krant en drukkerij verkocht aan de op initiatief van de Brugse Liberale Associatie opgerichte vennootschap Société Anonyme Brugeoise d'Imprimerie et de Publicité (SABIP).

## Publicaties
- Atlas cadastral de la Flandre Occidentale, Brugge, 1844.
- Plan parcellaire de la ville de Bruges, Brugge 1854 & 1865.
- Plan parcellaire van een twintigtal West-Vlaamse gemeenten.

## Genealogische en biografische weetjes
- Philippe Chrétien zijn de voornamen die in de overlijdensakte vermeld werden. Ook Philippe Christian, Christian en P.C. komen voor.
- Hij huwde in Mons op 5 september 1827. Een eerste kind, Caroline, werd in Brugge geboren op 5 december 1827, een tweede, Joanna, in Oostkamp op 22 april 1829.
- De overlijdensakte is in het Frans opgesteld en gedateerd 4 maart 1879. Hij wordt erin vermeld als Ingénieur-Géographe en éditeur-propriétaire du Journal de Bruges. Er kan betwijfeld worden of hij een diploma van ingenieur of landmeter bezat. Bij het kadaster was hij controleur en deed hij geen veldwerk.
- De erfenisaangifte die op 1 september 1879 ingediend werd, vertoonde een negatief saldo.[2]
- Het familiegraf is bewaard gebleven en bevindt zich in vak 43 van de stedelijke begraafplaats van Brugge.

## Voetnoten
1. ↑  Brugse Stam, 2019-6; Rijksarchief Brugge, INV. 500/53, doos 29, akte 305.
2. ↑  Rijksarchief Brugge, Erfenisaangiften, film nr. 124, item 76346.

- Gemeinsame Normdatei: 136211321
- International Standard Name Identifier: 0000 0000 5557 3034
- Library of Congress Control Number: n2009001505
- Système universitaire de documentation: 181293749
- Virtual International Authority File: 41327519
- WorldCat: E39PBJrcpvH937BCPTHgM6MQMP